# Sif Sterner
Sif Sterner född Siv Gustafsson 11 december 1926 i Luleå, död 1 augusti 2017 i Hässelby distrikt, var en svensk skådespelare. Hon bytte senare namn till Siv Källhed genom äktenskapet med skådespelaren Bertil Källhed. 

## Biografi
Sif Sterner väckte uppmärksamhet som huvudpersonen Tintomara på Teatern i Gamla stan i Bengt Lagerkvists urdramatisering och regi av Carl Jonas Love Almqvists berättelse Drottningens juvelsmycke 1953. Sommaren 2011 medverkade hon i Sveriges Radios samtalsprogram Den gåtfulla Tintomara tillsammans med bland andra Anita Björk, Stina Ekblad och Elin Klinga. Därutöver var hon bland annat verksam i ett flertal roller vid Helsingborgs stadsteater under 1950-talet och fick ofta spela gåtfulla karaktärer.
Hon är begravd på Skogskyrkogården i Stockholm.

## Teater

### Roller
| År   | Roll                      | Produktion                                                            | Regi                        | Teater                   |
| ---- | ------------------------- | --------------------------------------------------------------------- | --------------------------- | ------------------------ |
| 1952 | Lena                      | Leonce och Lena Georg Büchner                                         | Bengt Lagerkvist            | Teatern i Gamla stan     |
| 1953 | Tintomara                 | Drottningens juvelsmycke Carl Jonas Love Almqvist                     | Bengt Lagerkvist            | Teatern i Gamla stan     |
| 1953 | Telefondamen              | Drömflickan Elmer Rice                                                | Johan Falck                 | Helsingborgs stadsteater |
| 1953 | Edmée                     | Rendez-vous med lyckan Jean Anouilh                                   | Johan Falck                 | Helsingborgs stadsteater |
| 1954 | Kisse-Måns                | Mästerkatten i stövlar Hans Werner                                    | Willy Keidser               | Helsingborgs stadsteater |
| 1954 | Ariel                     | Stormen William Shakespeare                                           | Johan Falck                 | Helsingborgs stadsteater |
| 1954 | Angélique                 | Den inbillade sjuke Molière                                           | Lars-Levi Læstadius         | Folkparksturné           |
| 1954 | Sonja                     | Babels torn Lars Helgesson                                            | Johan Falck                 | Helsingborgs stadsteater |
| 1954 | Anna                      | Oh, mein Papa! Paul Burkhard, Jürg Amstein, Robert Gilbert            | Åke Engfeldt                | Helsingborgs stadsteater |
| 1955 | Prinsessan Linnagull      | Dummerjöns H.C. Andersen                                              | Willy Keidser               | Helsingborgs stadsteater |
| 1955 | Ebba Sparre               | Kristina August Strindberg                                            | Johan Falck                 | Helsingborgs stadsteater |
| 1955 | Emily Webb                | Vår lilla stad Thornton Wilder                                        | Erik Berglund               | Helsingborgs stadsteater |
| 1955 | Rödbetan Grevinnan Canisy | Madame Sans-Gêne Victorien Sardou och Émile Moreau                    | Johan Falck                 | Helsingborgs stadsteater |
| 1955 | En flicka                 | Mayerlingdramat Maxwell Anderson                                      | Johan Falck                 | Helsingborgs stadsteater |
| 1955 | Cecily Cardew             | Mister Ernest Oscar Wilde                                             | Leo Golowin                 | Helsingborgs stadsteater |
| 1955 | Keora                     | Thehuset Augustimånen John Patrick                                    | Stig Olin                   | Helsingborgs stadsteater |
| 1956 | Pilar Tecos               | El Matador Leslie Stevens                                             | Johan Falck                 | Helsingborgs stadsteater |
| 1956 | Brigitte Touchard         | Gröna fracken Gaston Arman de Caillavet och Robert de Flers           | Johan Falck                 | Helsingborgs stadsteater |
| 1956 | Sidonie                   | Toreadorvalsen Jean Anouilh                                           | Johan Falck                 | Helsingborgs stadsteater |
| 1957 | Kitty Verdun              | Charleys tant Brandon Thomas                                          | Leo Golowin                 | Helsingborgs stadsteater |
| 1957 | Rosina                    | Barberaren i Sevilla Pierre de Beaumarchais                           | Johan Falck                 | Helsingborgs stadsteater |
| 1957 | Kristin                   | Ett brott Sigfrid Siwertz                                             | Johan Falck                 | Helsingborgs stadsteater |
| 1957 | Adrienne                  | Markisinnan Noël Coward                                               | Gunnar Ekström              | Helsingborgs stadsteater |
| 1957 | Philippa Hailsham-Brown   | Spindelnätet Agatha Christie                                          | Eva Sköld                   | Helsingborgs stadsteater |
| 1957 | Miss Thousand             | Dårskapens timme Anna Bonacci                                         | Åke Engfeldt                | Helsingborgs stadsteater |
| 1957 | Colombine                 | Ut med narren! J.B. Priestley                                         | Johan Falck                 | Helsingborgs stadsteater |
| 1957 | Eva Winning               | Brott i sol Staffan Tjerneld                                          | Bertil Norström             | Helsingborgs stadsteater |
| 1957 | Virginie                  | Pariserliv Jacques Offenbach, Henri Meilhac och Ludovic Halévy        | Soini Wallenius             | Helsingborgs stadsteater |
| 1958 | Mrs. Matheson             | Vid skilda bord Terence Rattigan                                      | Åke Engfeldt                | Helsingborgs stadsteater |
| 1958 | Cherubin                  | Figaros bröllop eller Den uppochnervända dagen Pierre de Beaumarchais | Johan Falck                 | Helsingborgs stadsteater |
| 1958 | Lucy                      | Tolvskillingsoperan Bertolt Brecht och Kurt Weill                     | Johan Falck                 | Helsingborgs stadsteater |
| 1958 |                           | Ägget Félicien Marceau                                                | Lennart Olsson              | Helsingborgs stadsteater |
| 1959 | Bianca                    | Så tuktas en argbigga William Shakespeare                             | Johan Falck Edvin Adolphson | Helsingborgs stadsteater |
| 1959 | Maria                     | Levande ljus Siegfried Geyer, Robert Katscher och Karl Farkas         | Åke Engfeldt                | Helsingborgs stadsteater |

## Bilder

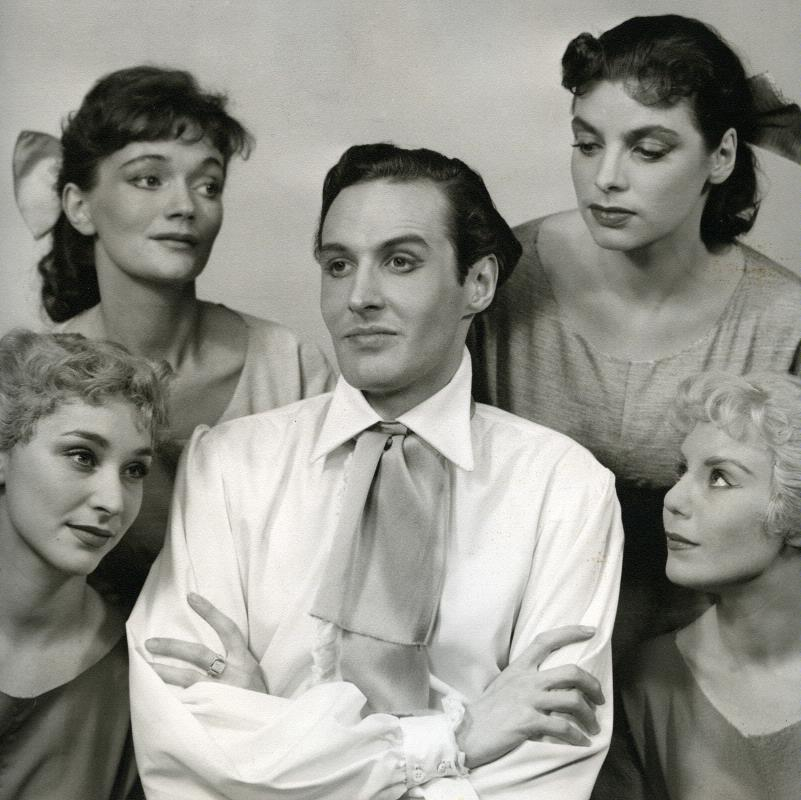
Hariette Garellick, Ulla Smidje, Lars Granberg, Sif Sterner (nederst till höger) och Kerstin Wibom i Babels torn på Helsingborgs stadsteater 1954.